# Elecciones presidenciales de Ecuador de 2009
Las elecciones presidenciales de Ecuador de 2009 fue el proceso electoral el cual tuvo por objetivo la elección de un nuevo presidente constitucional y vicepresidente constitucional de la República del Ecuador. La primera etapa, también llamada "primera vuelta", se llevó a cabo el domingo 26 de abril de 2009. Dado que el binomio Correa-Moreno alcanzó la mayoría absoluta, no debió realizarse un balotaje, o "segunda vuelta". Para el 2009 fueron convocadas a elecciones todas las dignidades, desde presidente hasta alcaldes para un nuevo período ordinario, según lo previsto en el Régimen de Transición de la nueva constitución, la cual fue aprobada en el referéndum constitucional del 28 de septiembre de 2008.
Rafael Correa triunfó en primera vuelta con una votación de casi el 52 % de los votos, el expresidente Lucio Gutiérrez obtuvo el 28,24 % de la votación, mientras que Álvaro Noboa Pontón, el magnate bananero obtuvo el 11,44 % de los votos. Correa tomó posesión del cargo el 10 de agosto de 2009, día del Bicentenario del Primer Grito de Independencia de Quito.
Simultáneamente se desarrolló las elecciones legislativas que designaron los integrantes de la Asamblea Nacional de Ecuador.

## Antecedentes
La propuesta general de campaña presidencial del Econ. Rafael Correa en el 2006 fue la de convocar a una Asamblea Constituyente para que se encargue de redactar una nueva Carta Magna. Una vez en la presidencia, Correa propuso su idea al antiguo Congreso Nacional, pero al hallarse conformado en su mayoría por la oposición, rechazó su propuesta, por lo que el gobierno, mediante pactos con los vocales del Tribunal Supremo Electoral, logró que se destituyan a la mayoría de los diputados de oposición, lográndose así la aprobación de su convocatoria a consulta popular, triunfando el Sí, por lo que se inició el trámite para la instauración de la Asamblea Constituyente.
Después de esto se convocó de nuevo a elecciones, para elegir asambleístas constituyentes a nivel nacional y provincial. Los asambleístas elegidos se reunieron en Montecristi, Manabí. Al finalizar el proyecto de nueva constitución, esta fue sometido a referéndum constitucional el 28 de septiembre de 2008, ganado el Sí y aprobándose la nueva constitución política.
En la sección de Régimen de Transición, la nueva constitución demanda al nuevo Consejo Nacional Electoral la convocación a elecciones de todas las dignidades, incluyendo las de Presidente y Vicepresidente de la República. El CNE validó de forma transitoria a los partidos políticos ya existentes, mientras que los nuevos debían presentar firmas válidas de mínimo el 1.5 % del padrón electoral para ser inscritos.
El plazo para la inscripción de candidatos terminó el 5 de febrero de 2009, cerrando con diez binomios presidenciales. Días después, los binomios de Luis Fernando Torres y de Pablo Guerrero fueron descalificados por presunta alteración en las firmas presentadas al organismo, entonces el 10 de febrero, CNE ratificó ocho binomios en la carrera presidencial. El 11 de febrero, el CNE aprobó el presupuesto para las franjas electorales, siendo también declarado el límite de gasto electoral que se fijó en 2,3 millones $, que incluye la publicidad en medios de comunicación. Mientras tanto el presupuesto para la promoción electoral en medios se estableció en 53 millones de dólares.
Para el 2009, el gobierno de Correa enfrentaba fuerte oposición por parte de los partidos tradicionales, acusándolo de querer imponer un modelo autoritario, además de tener fuertes críticas en los medios de comunicación por haber sido calificados por el presidente como actores políticos de oposición y desestabilizadores, prometiendo una nueva ley de comunicación para luchar contra los poder fácticos.
La oposición política se veía muy debilitada y sin un proyecto claro de gobierno, siendo su influencia bloqueada en la Comisión Transitoria de Fiscalización, denominada "Congresillo", al tener el partido de gobierno mayoría absoluta para poder establecer su proyecto político sin problema, además de que Correa y el gobierno gozában de alta popularidad y aprobación en la población.

## Características de la elección presidencial de 2009

### Voto facultativo
El Consejo Nacional Electoral anunció la posibilidad del voto voluntario por parte de las fuerzas armadas y de la policía. Algunos uniformados fueron capacitados para poder ejercer su derecho al voto, sin embargo, solo podrán sufragar aquellos que se presenten a la Junta Receptora del Voto sin armas, ya que estas deberán ser depositadas en un sitio designado en cada recinto electoral. Además tendrán lugar especial para ellos en cada recinto. El Consejo Nacional Electoral anunció que existen alrededor de 39 000 policías y más de 50 000 efectivos militares que están habilitados para ejercer el sufragio.
El voto voluntario también sa dará en el caso de menores de 18 años. Aunque esta resolución fue duramente cuestionada por parte de algunos sectores, se decidió que los menores de edad también tengan derecho al voto, sin embargo, serán hábiles de sufragar los mayores a 16 años. El Consejo Nacional Electoral también contempló la idea de que los menores integren las Juntas Receptoras del Voto (JRV).
Otras de las características de estos comicios es el voto voluntario de los reos. El Consejo Electoral puso en marcha simulacros de sufragio en varios centros penitenciarios para capacitar a los internos. Para estos comicios se les renovará la cédula de identidad a los prisioneros.
Sin embargo, solo aquellos prisioneros que no tengan sentencia podrán ejercer su derecho al sufragio, esto será dos días antes de los comicios generales, es decir, el 24 de abril de 2009. El CNE confirmó que cerca de 5600 prisioneros en 35 centros de rehabilitación podrán sufragar en Juntas Receptoras del Voto que se conformarán dentro de cada cárcel y se integrarán por 4 internos y un delegado del Consejo.

### Precandidaturas retiradas
| Lista | Partido/Movimiento | Partido/Movimiento                 | Precandidato         | Precandidato            | Fecha de retiro       | Motivo de retiro   |
| Lista | Partido/Movimiento | Partido/Movimiento                 | Presidente           | Vicepresidente          | Fecha de retiro       | Motivo de retiro   |
| ----- | ------------------ | ---------------------------------- | -------------------- | ----------------------- | --------------------- | ------------------ |
| 1     |                    | Partido Una Nueva Opción           | Guillermo Lasso      | -                       | -                     | Motivos personales |
| 4     |                    | Concentración de Fuerzas Populares | Pablo Guerrero       | Olfa Bucaram Záccida    | 10 de febrero de 2009 | Descalificados     |
| -     | -                  | Movimiento Cambio                  | Luis Fernando Torres | Miguel Palacios Frugone | 10 de febrero de 2009 | Descalificados     |

## Candidatos presidenciales
Los siguientes fueron los binomios presidenciables inscritos oficialmente en el Consejo Nacional Electoral, detallando sus cargos más representativos y su lema de campaña.
Se específica el partido, movimiento o alianza política que patrocinaron a los candidatos como fueron inscritos en el Consejo Nacional Electoral, incluyendo además los partidos nacionales inscritos en el CNE que apoyaron las candidaturas, siendo estos ordenados de acuerdo al número de lista:
| Lista | Partido / Movimiento | Partido / Movimiento                                                                 | Presidente | Presidente                        | Cargos importantes                                        | Vicepresidente                 | Cargos importantes                                  | Eslogan                                           |
| ----- | -------------------- | ------------------------------------------------------------------------------------ | ---------- | --------------------------------- | --------------------------------------------------------- | ------------------------------ | --------------------------------------------------- | ------------------------------------------------- |
| 3     |                      | Partido Sociedad Patriótica                                                          |            | Lucio Gutiérrez Borbúa (PSP)      | Presidente de la República (2003-2005)                    | Felipe Mantilla Huerta (PSP)   | Ministro de Gobierno (2003)                         | Con Lucio Estábamos Mejor                         |
| 7     |                      | Partido Renovador Institucional Acción Nacional                                      |            | Álvaro Noboa Pontón (PRIAN)       | Asambleísta Constituyente Nacional (2007-2008)            | Annabella Azín Arce (PRIAN)    | Asambleísta Constituyente por Guayas (2007-2008)    | Adelante Ecuador, Adelante                        |
| 29 50 |                      | Izquierda Unida - Red Ética y Democracia - Movimiento Independiente Polo Democrático |            | Martha Roldós Bucaram (RED)       | Asambleísta Constituyente por Guayas (2007-2008)          | Eduardo Delgado Torres (MIPD)  | Rector de la Universidad Politécnica Salesiana      | La Fuerza del Cambio                              |
| 35    |                      | Alianza PAIS                                                                         |            | Rafael Correa Delgado (PAIS)      | Presidente de la República (2007-2017)                    | Lenín Moreno Garcés (PAIS)     | Vicepresidente de la República (2007-2013)          | La Patria Ya es de Todos                          |
| 39    |                      | Movimiento Tierra Fértil                                                             |            | Melba Jácome Marín (Ind.)         | Pastora Evangélica                                        | Ricardo Guambo Chicaiza (Ind.) | Asesor de Asuntos Indígenas (2003-2004)             | Con Fé                                            |
| 40    |                      | Movimiento Independiente Justo y Solidario                                           |            | Carlos González Albornoz (MIJS)   | 2do Vicepresidente del Congreso Nacional (2007)           | Julio Prócel Aguiño (Ind.)     | Presidente de la Federación de Médicos Ecuatorianos | Estamos a tiempo de tener un Gobierno responsable |
| 151   |                      | Movimiento Integración y Transformación Social                                       |            | Diego Delgado Jara (MITS)         | Diputado Nacional (1992-1996)                             | Ménthor Sánchez Gamboa (Ind.)  | Directivo de la Ecuarunari                          | La Patria ni se Vende Ni se Rinde                 |
| 155   |                      | Movimiento Triunfo Mil                                                               |            | Carlos Sagnay de la Bastida (MTM) | Miembro del Consejo Administrativo de Petroecuador (2005) | Segundo Bueno Quichimbo (Ind.) | Líder comunitario                                   | Exige tus Derechos                                |

## Campaña electoral
La campaña electoral comenzó formalmente el martes 10 de marzo, con lo cual se les da el plazo de 45 días para promocionar sus ideas y propuestas, aunque previo a la fecha oficial varios candidatos empezaron a recorrer los sectores populares de las grandes urbes con el afán de hacer proselitismo político. Los candidatos en distintos sectores comenzaron a hacer campaña antes de lo establecido por la ley, algunos fueron sancionados, como en el caso del partido de gobierno que utilizó una publicidad con la melodía de la música Hey Jude de Los Beatles sin tener los permisos necesarios para hacerla. La campaña se centró en dos propuestas: continuar con la revolución política del gobierno de Correa,o un cambio político para enfrentar el autoritarismo, teniendo la primera desde la etapa preelectoral gran aceptación, estando en primer puesto el presidente Correa durante toda la etapa preelectoral y electoral, ganando su reelección fácilmente, teniendo un poco más de 20 puntos más que su contrincante inmediato el expresidente Lucio Gutiérrez, debido a esto la campaña fue tranquila y sin sorpresas, teniendo el presidente Correa poca interacción con los demás candidatos.
La campaña electoral terminó en jueves 23 de abril. Rafael Correa decidió terminar su campaña en la ciudad de Guayaquil, junto a varios otros candidatos de su partido. De igual manera lo hizo la candidata de RED, Martha Roldós, a quien no le resultó favorable la torrencial lluvia que se presentó aquella tarde. Carlos González ofreció una caravana por varios sectores de esta urbe. Álvaro Noboa y su esposa Annabella Azín del PRIAN, junto a otros candidatos de su partido ofrecieron otra caravana que culminó en una tarima y un evento popular. Los candidatos fueron:

### Rafael Correa, Alianza PAIS, lista 35
El Presidente Rafael Correa Delgado, puso a disposición del buró político de Alianza PAIS la postulación a su reelección, el cual aceptó al primer mandatario como candidato a las próximas elecciones junto al Vicepresidente del Ecuador Lenín Moreno como compañero de fórmula. Su campaña tuvo gran aceptación en la ciudadanía, utilizando cuñas con producción creativa y alto costo, siendo la principal "Pongo mi Cargo a tu Consideración", recorriendo el país en caravana, enfocándose su discurso y propuesta en continuar con la revolución ciudadana y continuar con las obras y proyectos sociales con mayor facilidad.
Debido a la gran popularidad del presidente y su proyecto político, recibió el apoyo del Partido Socialista-Frente Amplio, Movimiento Popular Democrático, Pachakutik y el Partido Roldosista Ecuatoriano. Correa se convirtió en el presidente del Ecuador en ser reelecto de forma consecutiva por votación popular desde Gabriel García Moreno en las elecciones de 1875.

### Lucio Gutiérrez, Partido Sociedad Patriótica, lista 3
Lucio Gutiérrez expresidente de la república derrocado en el 2005 fue el candidato del Partido Sociedad Patriótica Al ser el candidato de oposición con la mayor intención de votos, los partidos tradicionales decidieron abstenerse de presentar candidaturas sin darle su apoyo expreso, obteniendo el segundo lugar con el 28 % de los votos, muy lejos del resultado que obtuvo Correa. Su campaña utilizó el eslogan "Con Lucio estabamos mejor", basando su discurso en que durante su gobierno había mayor libertad política y económica, prometiendo fiscalizar al gobierno de Correa y eliminar la corrupción, basando sus spots publicitarios en disminuir la imagen de Correa.

### Álvaro Noboa, PRIAN, lista 7
Álvaro Noboa del PRIAN se candidateó por cuarta vez consecutiva. Utilizó el mismo discurso que en sus tres campañas anteriores, sin obtener mucha acogida debido al cambio político que se había establecido y la prohibición por parte del CNE de regalar objetos a los electores, teniendo mayor control en los gastos electorales, por lo que quedó en tercer lugar, perdiendo su partido influencia nacional.

### Martha Roldós, Izquierda Unida, listas 29-50
Martha Roldós, hija del expresidente Jaime Roldós en representación de Red Ética y Democracia movimiento de su tío León Roldós, enfocó su campaña en la promoción electoral a través de cuñas televisivas, que se enfocaban en presentar el legado de su padre, el presidente Jaime Roldós, criticando frecuentemente la gestión del Consejo Nacional Electoral, siendo la candidata con el mayor gasto electoral.

## Sondeos de intención de voto
| Fecha    | Encuestadora          | Rafael Correa | Lucio Gutiérrez | Álvaro Noboa | Martha Roldós | Carlos Sagnay | Melba Jácome | Diego Delgado | Carlos González |
| -------- | --------------------- | ------------- | --------------- | ------------ | ------------- | ------------- | ------------ | ------------- | --------------- |
| 02/08/08 | S. P. Investigaciones | 38 %          | 6 %             | 6 %          | -             | -             | -            | -             | -               |
| 23/01/09 | Informe Confidencial  | 54 %          | 8 %             | -            | 5 %           | -             | -            | -             | -               |
| 21/02/09 | S. P. Investigaciones | 54 %          | 11 %            | 13 %         | 5 %           | -             | -            | -             | -               |
| 28/02/09 | Perfiles de Opinión   | 48 %          | 9.5 %           | 11.5 %       | 4 %           | -             | -            | -             | -               |
| 28/02/09 | Informe Confidencial  | 47.5 %        | 5.5 %           | 12.5 %       | 6 %           | -             | -            | -             | -               |
| 01/03/09 | CMS                   | 47,41 %       | 5,82 %          | 4,81 %       | 1,84 %        | -             | -            | -             | -               |
| 08/03/09 | Informe Confidencial  | 48 %          | 9 %             | 10 %         | -             | -             | -            | -             | -               |
| 10/03/09 | Informe Confidencial  | 47,5 %        | -               | 12,5 %       | -             | -             | -            | -             | -               |
| 09/03/09 | S. P. Investigaciones | 50 %          | 13 %            | 11 %         | 5 %           | -             | -            | -             | -               |
| 15/03/09 | Perfiles de Opinión   | 47 %          | 10 %            | 13 %         | 8 %           | -             | -            | -             | -               |
| 15/03/09 | S. P. Investigaciones | 54 %          | 11 %            | 13 %         | 5 %           | -             | -            | -             | -               |
| 15/03/09 | CEDATOS               | 46 %          | 11 %            | 14 %         | 4 %           | 0.2 %         | 0.1 %        | 0.5 %         | 0.3 %           |
| 16/03/09 | S. P. Investigaciones | 53 %          | 13 %            | 11 %         | 5 %           | -             | -            | -             | -               |
| 21/03/09 | S. P. Investigaciones | 52 %          | 12 %            | 11 %         | 8 %           | -             | -            | -             | -               |
| 22/03/09 | Informe Confidencial  | 48 %          | 7,5 %           | 15 %         | -             | -             | -            | -             | -               |
| 23/03/09 | Perfiles de Opinión   | 47,5 %        | 7 %             | 16 %         | 10 %          | -             | -            | -             | -               |
| 25/03/09 | CMS                   | 55 %          | -               | 13 %         | -             | -             | -            | -             | -               |
| 27/03/09 | CEDATOS               | 48,5 %        | 14,6 %          | 12,9 %       | 7,1 %         | 0.2 %         | 0.2 %        | 0.4 %         | 0.3 %           |
| 28/03/09 | CMS                   | 52 %          | 9 %             | 8 %          | -             | -             | -            | -             | -               |
| 28/03/09 | S. P. Investigaciones | 53 %          | 12 %            | 12 %         | 6 %           | -             | -            | -             | -               |
| 30/03/09 | Informe Confidencial  | 48 %          | 9 %             | 10 %         | 5 %           | -             | -            | -             | -               |
| 03/04/09 | CEDATOS               | 49,2 %        | 15,3 %          | 13,2 %       | 7,2 %         | 0.3 %         | 0.2 %        | 0.6 %         | 0.5 %           |
| 03/04/09 | S. P. Investigaciones | 53,7 %        | 12,4 %          | 10,1 %       | 6,5 %         | -             | -            | -             | -               |
| 06/04/09 | Market                | 57,5 %        | 12.7 %          | 13.5 %       | 6 %           | -             | -            | -             | -               |
| 06/04/09 | S. P. Investigaciones | 51 %          | 13 %            | 12 %         | 9 %           | -             | -            | -             | -               |
| 06/04/09 | CMS                   | 47.6 %        | 15 %            | 8.6 %        | 6.4 %         | -             | -            | -             | -               |
| 06/04/09 | CEDATOS               | 50,5 %        | 17,7 %          | 15,3 %       | 8,3 %         | 0,3 %         | 0,2 %        | 0,7 %         | 0,6 %           |

## Sondeos a boca de urna
| Fecha    | Encuestadora          | Rafael Correa | Lucio Gutiérrez | Álvaro Noboa | Martha Roldós |
| -------- | --------------------- | ------------- | --------------- | ------------ | ------------- |
| 26/04/09 | CEDATOS               | 55,2 %        | 27,7 %          | 10,2 %       | 3,4 %         |
| 26/04/09 | S. P. Investigaciones | 56 %          | 29 %            | 8 %          | 4 %           |
| 26/04/09 | CMS                   | 54,92 %       | 23,74 %         | 7,74 %       | 6 %           |

## Resultados
|  | 51.99 % |

|  | 28.24 % |

|  | 11.41 % |

|  | 4.33 % |

|  | 1.57 % |

|  | 1.35 % |

|  | 0.63 % |

|  | 0.49 % |

|  | 100 % |